# Galvezia ballii
Galvezia ballii är en grobladsväxtart som beskrevs av Philip Alexander Munz. Galvezia ballii ingår i släktet Galvezia och familjen grobladsväxter. Inga underarter finns listade i Catalogue of Life.